# Kreis Putbus
De Kreis Putbus was een Kreis in de Bezirk Rostock in de Duitse Democratische Republiek van 1952 tot en met 1955.

## Geschiedenis
Na het einde van de Tweede Wereldoorlog viel de Landkreis Rügen, die het eiland Rügen omvatte, in de Sovjet-bezettingszone en werd bij het Land Mecklenburg ingedeeld. Op 25 juli 1952 werd er in de DDR een omvangrijke herindeling uitgevoerd, waarbij onder andere de deelstaten hun betekenis verloren en nieuwe Bezirken gevormd weren. Uit het gebied van de oude Landkreis Rügen werden de nieuwe kreisen Pubus en Bergen gevormd.
Omdat de deling van het eiland Rügen in twee kreisen snel als ondoelmatig werd beschouwd, werden de kreisen Bergen en Putbus met ingang van 1 januari 1956 weer in de Kreis Rügen herenigd.

## Gemeenten
De Kreis Putbus omvatte het zuidelijke deel van het eiland Rügen, inclusief de schiereilanden Mönchgut en Zudar. Tot de kreis behoorden de steden  Garz en Putbus alsmede de gemeenten Alt Reddevitz, Altefähr, Altensien, Binz, Dreschvitz, Gager, Groß Schoritz, Gustow, Göhren, Jarkvitz, Karnitz, Kasnevitz, Lancken, Middelhagen, Neu Reddevitz, Baabe, Poseritz, Rambin, Samtens, Seedorf, Sehlen, Sellin, Swantow, Thießow, Zirkow en Zudar.
Bad Doberan · Bergen (tot 1955) · Greifswald · Greifswald (stadsdistrict) · Grevesmühlen · Grimmen · Putbus (tot 1955) · Ribnitz-Damgarten · Rostock-Land · Rostock (stadsdistrict) · Rügen (vanaf 1956) · Stralsund · Stralsund (stadsdistrict) · Wismar · Wismar (stadsdistrict) · Wolgast